# Kamenica (gmina Bojnik)
Kamenica (cyr. Каменица) – wieś w Serbii, w okręgu jablanickim, w gminie Bojnik. W 2011 roku liczyła 201 mieszkańców.